# Maayke Bouten
Maayke Bouten (Arnhem, 17 oktober 1964) is een Nederlandse actrice, vooral bekend van de door Vivian Pieters geregisseerde film De Prooi (1985). Hierin maakte zij op 19-jarige leeftijd haar debuut in een hoofdrol. In hetzelfde jaar speelde ze de hoofdrol in de laatste aflevering van de televisieserie Het bloed kruipt.